# Krue-Se-Moschee

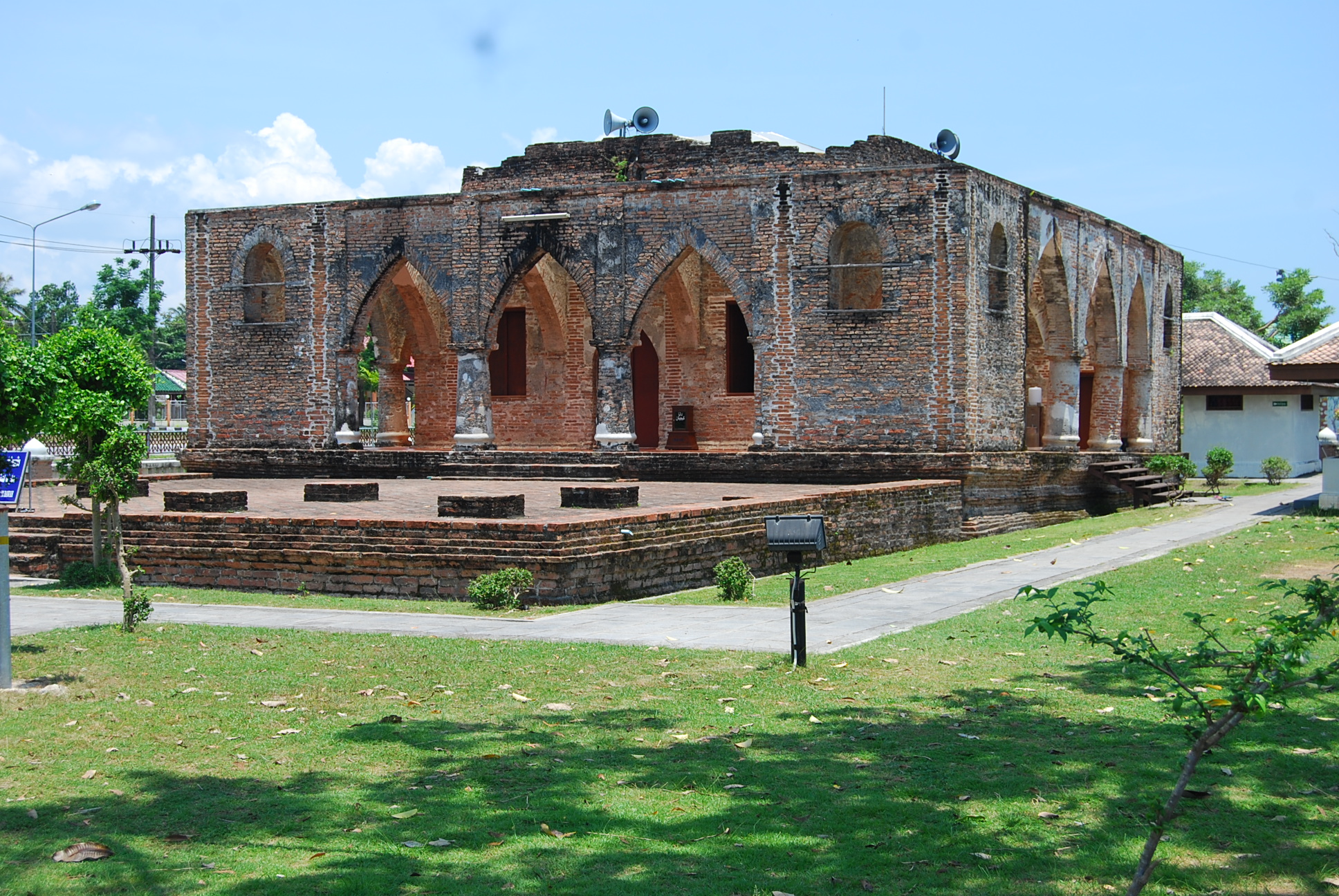
Krue-Se-Moschee (2011)

Die Krue-Se-Moschee (thailändisch มัสยิดกรือเซะ, RTGS Matsayit Krue Se, Malaiisch: Masjid Kerisek) ist eine bedeutende Moschee in der thailändischen Provinz Pattani. Sie liegt im Landkreis (Amphoe) Mueang Pattani, etwa 5 km östlich des Ortsausgangs von Pattani direkt an der Nationalstraße 42.
Der Bau der Moschee wurde 1583 begonnen. Der Bau wurde aber nie vollendet, da es zu Streitigkeiten zwischen dem Sultan von Pattani und seinem Bruder kam. Der jetzige Bau stammt aus dem 18. Jahrhundert. Die Moschee weist europäische und asiatische Baumerkmale auf.
International bekannt wurde die Moschee durch das Krue-Se-Massaker. 32 mutmaßliche muslimische Rebellen starben, als das thailändische Militär am 28. April 2004 die Moschee nach einer siebenstündigen Belagerung stürmte. Trotz eines anderslautenden Befehls des damals für innere Sicherheit zuständigen Vize-Ministerpräsidenten Chavalit Yongchaiyudh ging General Pallop Pinmanee, der damalige Leiter des „Southern Peace Enhancement Center“, militärisch gegen die zwischen 15 und 20 Jahre alten Regierungsgegner vor, die sich nach einer Demonstration, bei der zehn Polizeistationen angegriffen wurden, in die Moschee geflüchtet hatten. Das Krue-Se-Massaker war der Auslöser für eine bewaffnete Rebellion im südlichen, muslimischen Teil von Thailand, die bis heute anhält. Nach dem Vorfall musste Pallop Pinmanee von seiner Position als Leiter des Southern Peace Enhancement Center zurücktreten. Die beteiligte Einheit des Internal Security Operations Command (ISOC) wurde aufgelöst. Der damalige Premierminister Thaksin Shinawatra meinte, dass es sich bei den Rebellen um Drogenhändler und Kriminelle gehandelt habe, während eine Regierungskommission befand, das Militär habe überreagiert.